# 도태우
도태우(都泰佑, 1969년 7월 24일~)는 대한민국의 변호사, 소설가, 정치인이다.

## 생애
1987년 학력고사에서 대구·경북 지역 전체 수석을 차지하였다. 서울대학교 공과대학 공업화학과를 3학기를 다니다가 자퇴하고, 서울대학교 인문대학 국어국문학과 89학번으로 입학하여 졸업하였다. 1993년 《문학동네》에 중편 「발루아의 환영」이 당선되어 작가로 등단하였다. 2001년 서울대학교 대학원 정치학과 입학했다. 
2009년에 제51회 사법시험에 합격하여 사법연수원을 41기로 수료한 후 경기도 시화공단 인근에서 변호사로 활동했다. 2016년 '자유와 통일을 향한 변호사연대'에서 활동하였으며, 박근혜 대통령 탄핵 이후 변호인단으로 활동하였다. 2017년 사단법인 '법치와 자유민주주의 연대'를 결성하여 대표로 활동했다.
2020년 코로나바이러스감염증으로 사망한 자의 유가족을 대리하여 대한민국을 피고로 하는 민사소송을 제기하였다. 
2024년 제22대 국회의원 선거에서 현역인 임병헌 의원을 상대로 경선에서 승리하여 대구 중구·남구 국민의힘 후보로 공천되었다. 하지만 5.18에 대해 의혹을 제기한 발언 때문에 국민의힘 후보 공천이 취소되었다.

## 학력
- 대구수창국민학교 졸업
- 경상중학교 졸업
- 대구고등학교 졸업
- 서울대학교 공과대학 공업화학 중퇴
- 서울대학교 인문대학 국어국문학 학사

## 경력
- 제51회 사법시험 합격
- 제41기 사법연수원 수료
- 법률사무소 태우 변호사
- 자유와통일을향한변호사연대 정책위원장
- 법치와자유민주주의연대 대표
- 자유변호사협회 회장
- 제22대 국회의원 선거 대구 중구·남구 후보

## 저서
- 《디오니소스의 죽음》, 소명출판(2003) ISBN 9788956260327
- 《도전》, 세이지(2019) ISBN 9788996535850
- 《헌법파괴자 문재인》, 백년동안(2023) ISBN 9791198161000

### 공저
- 《두 개의 길》, 청사진(2023) ISBN 9791197985126
- 《STOP THE STEAL 대법원의 부정선거 은폐기록》, 스카이(2025) ISBN 9791198718532
- 《87체제를 넘어 새로운 대한민국》, 양문출판사(2025) ISBN 9791198670267

## 역대 선거 결과
|  | 18.64% |

|  | 15.85% |